# José Manuel Costa
José Manuel Costa (Madrid, 14 de octubre de 1949 – Ibidem, 14 de marzo de 2018) fue un periodista español, crítico de música y de arte, cuya trayectoria se desarrolló en los principales medios de comunicación de España, tanto en emisoras de radio como en periódicos. Fundó y dirigió la desaparecida Radio El País, y fue el presidente del Consejo de Críticos de Artes Visuales. En 1981, recibió el Premio Nacional de la Crítica Musical, concedido por primera vez a un periodista que no provenía del mundo de la música clásica.

## Trayectoria
Costa era hijo de médico, fue al Colegio Alemán Madrid y estudió Medicina en la Universidad Complutense de Madrid. A principios de los 70, trabajaba haciendo traducciones del alemán y comenzó su carrera radiofónica en Onda Dos FM (1974) de la emisora Radio España. Hasta la década de los 80 trabajó como crítico de música y cultura pop en El País, con Moncho Alpuente, así como en Radio 3 y en Televisión Española. En 1982, al año siguiente de haber recibido el Premio Nacional de la Crítica Musical, fundó la emisora Radio El País, de la que fue también su director. Un par de años después, en 1984, Costa fundó la revista La Luna de Madrid y ocupó el puesto de subdirector.
Desarrollando su faceta de crítico de arte, en 1986 y junto a Catalina Luca de Tena (hija de Guillermo Luca de Tena, vicepresidenta y editora del periódico ABC), fundó el suplemento de cultura ABC de las Artes. En 1988 fue nombrado redactor jefe de Cultura y Espectáculos en Diario 16, aunque al año siguiente, en 1989, se convirtió en corresponsal del ABC en Berlín. En esta etapa, Costa cubrió la reunificación de las dos Alemanias y colaboró en eventos multimedia como el 'Chromapark' o 'Boom' (con La Fura dels Baus). En 1998, casi una década después, cambió Berlín por Londres donde siguió de corresponsal para ABC siguiendo el proceso de extradición de Augusto Pinochet. Ya en 2004, volvió a Madrid y se reincorporó a la redacción de ABC como crítico de artes visuales y música, y como Asesor Editorial de su suplemento de cultura ABCD.
En 2007, Costa fue nombrado redactor jefe de Culturas en el diario Público de donde dimitió poco tiempo después por discrepancias con la dirección del medio. Después, entró de nuevo en Radio Nacional de España dirigiendo y presentando el programa sobre música electrónica y experimental Vía Límite en Radio Clásica. Posteriormente, y hasta su jubilación en 2017, trabajó junto a Abraham Rivera en el programa Retromanía de Radio 3 Extra (la plataforma de contenidos exclusivos en línea de Radio 3), a la vez que escribía sobre crítica de arte en eldiario.es.
En 2015 participó, como uno de los entrevistados, en la película de culto No escribiré arte con mayúscula, dedicada al artista conceptual Isidoro Valcárcel Medina y dirigida por Miguel Álvarez-Fernández y Luis Deltell.
Ha comisariado exposiciones como ARTe SONoro o Thomas Ruff, y festivales como Sinestesia o ECO en Madrid. También ha colaborando en diferentes revistas sobre artes visuales como ArteConTexto o Exit.

## Reconocimientos
En 1981, Costa recibió el Premio Nacional de la Crítica Musical, por primera vez concedido a un periodista que no provenía del mundo de la música clásica.